# Ermin Šiljak
Ermin Šiljak, slovenski nogometaš, 11. maj 1973, Ljubljana.

## Športna kariera
Šiljak je kot mladinec igral za NK Ilirija, člansko kariero pa je začel pri klubu NK Svoboda v slovenski ligi v sezoni 1992/93, ko je dosegel šestnajst golov na štiridesetih tekmah. V sezoni 1993/94 je prestopil v NK Olimpija, kjer se je uveljavil kot dober strelec, v sezoni 1995/96 je bil prvi strelec lige s petindvajsetimi goli. Skupno je za Olimpijo odigral 78 tekem, na katerih je dosegel 58 golov, ter s klubom osvojil dva naslova državnega prvaka in en pokalni naslov. V nadaljevanju kariere je igral za klube SC Bastia, Servette FC, Hammarby IF, Panionios F.C., Dalian Shide in R.E. Mouscron.
Za slovensko reprezentanco je odigral 48 tekem, na katerih je dosegel štirinajst golov. Nastopil je tudi na Evropskem prvenstvu 2000.

## Reprezentančni goli
| #  | Datum             | Prizorišče                            | Nasprotnik               | Gol za | Izid | Tekmovanje               |
| -- | ----------------- | ------------------------------------- | ------------------------ | ------ | ---- | ------------------------ |
| 1  | 6. december 1995  | Estadio Héroe de Nacozari, Hermosillo | Mehika                   | 1–2    | 1–2  | Prijateljska tekma       |
| 2  | 7. februar 1996   | Stadion Ta'Qali, Valletta             | Islandija                | 7–1    | 7–1  | Prijateljska tekma       |
| 3  | 21. maj 1996      | Stadion Bežigrad, Ljubljana           | Združeni arabski emirati | 1–2    | 2–2  | Prijateljska tekma       |
| 4  | 18. marec 1997    | Linzer Stadion, Linz                  | Avstrija                 | 2–0    | 2–0  | Prijateljska tekma       |
| 5  | 11. november 2000 | Stadion Bežigrad, Ljubljana           | Švica                    | 1–1    | 2–2  | Kvalifikacije za SP 2002 |
| 6  | 7. september 2002 | Stadion Bežigrad, Ljubljana           | Malta                    | 2–0    | 3–0  | Kvalifikacije za EP 2004 |
| 7  | 2. april 2003     | Stadion Bežigrad, Ljubljana           | Ciper                    | 1–0    | 4–1  | Kvalifikacije za EP 2004 |
| 8  | 2. april 2003     | Stadion Bežigrad, Ljubljana           | Ciper                    | 2–1    | 4–1  | Kvalifikacije za EP 2004 |
| 9  | 30. april 2003    | Stadion Ta'Qali, Valletta             | Malta                    | 2–0    | 3–1  | Kvalifikacije za EP 2004 |
| 10 | 30. april 2003    | Stadion Ta'Qali, Valletta             | Malta                    | 3–0    | 3–1  | Kvalifikacije za EP 2004 |
| 11 | 6. september 2003 | Stadion Bežigrad, Ljubljana           | Izrael                   | 1–0    | 3–1  | Kvalifikacije za EP 2004 |
| 12 | 11. oktober 2003  | Tsirion, Limassol                     | Ciper                    | 1–0    | 2–2  | Kvalifikacije za EP 2004 |
| 13 | 11. oktober 2003  | Tsirion, Limassol                     | Ciper                    | 2–0    | 2–2  | Kvalifikacije za EP 2004 |
| 14 | 15. november 2003 | Maksimir, Zagreb                      | Hrvaška                  | 1–1    | 1–1  | Kvalifikacije za EP 2004 |